# Frendrup Nihøje
Frendrup Nihøje är ett område med gravhögar i Danmark.   Den ligger i Rebilds kommun i Region Nordjylland, i den norra delen av landet, 220 km nordväst om Köpenhamn. Toppen på Frendrup Nihøje är 101 meter över havet. Närmaste större samhälle är Ålborg, 16 km nordost om Frendrup Nihøje. Trakten runt Frendrup Nihøje består till största delen av jordbruksmark.